# Institut universitaire en santé mentale Douglas
L’Institut Douglas, anciennement l'Hôpital Douglas, est un centre hospitalier de Montréal affilié à l'Université McGill et à l'Organisation mondiale de la santé, qui soigne les personnes souffrant de maladies mentales. 
Ses équipes de spécialistes et de chercheurs font constamment évoluer les connaissances scientifiques, les intègrent aux soins offerts à leurs patients et les partagent avec la communauté pour la sensibiliser et ainsi éliminer les préjugés entourant la maladie mentale. Il est situé sur le boulevard LaSalle, sur un terrain de 607 050 m2 aux abords du fleuve Saint-Laurent dans l'arrondissement de Verdun à Montréal.

## Histoire
Fondé en 1881 par Alfred Perry et un groupe de membres du clergé protestant et de citoyens de Montréal, l’Institut Douglas est alors nommé « Protestant Hospital for the Insane ». 
Dès ses débuts, l’Institut a dû s’appuyer sur la communauté pour assurer son développement. N’étant pas dirigé par une organisation religieuse, contrairement à la plupart des hôpitaux francophones, il fallait compter davantage sur la générosité du public et sur le bénévolat.
C’est en 2006, lors de son 125e anniversaire, que le Douglas est nommé Institut universitaire en santé mentale, désignation spéciale attribuée à une organisation en santé reconnue sur le plan national pour son expertise dans un domaine spécifique et dont la mission comprend plusieurs volets : prodiguer des soins, faire de la recherche et de l’enseignement et évaluer les technologies.

## Mission

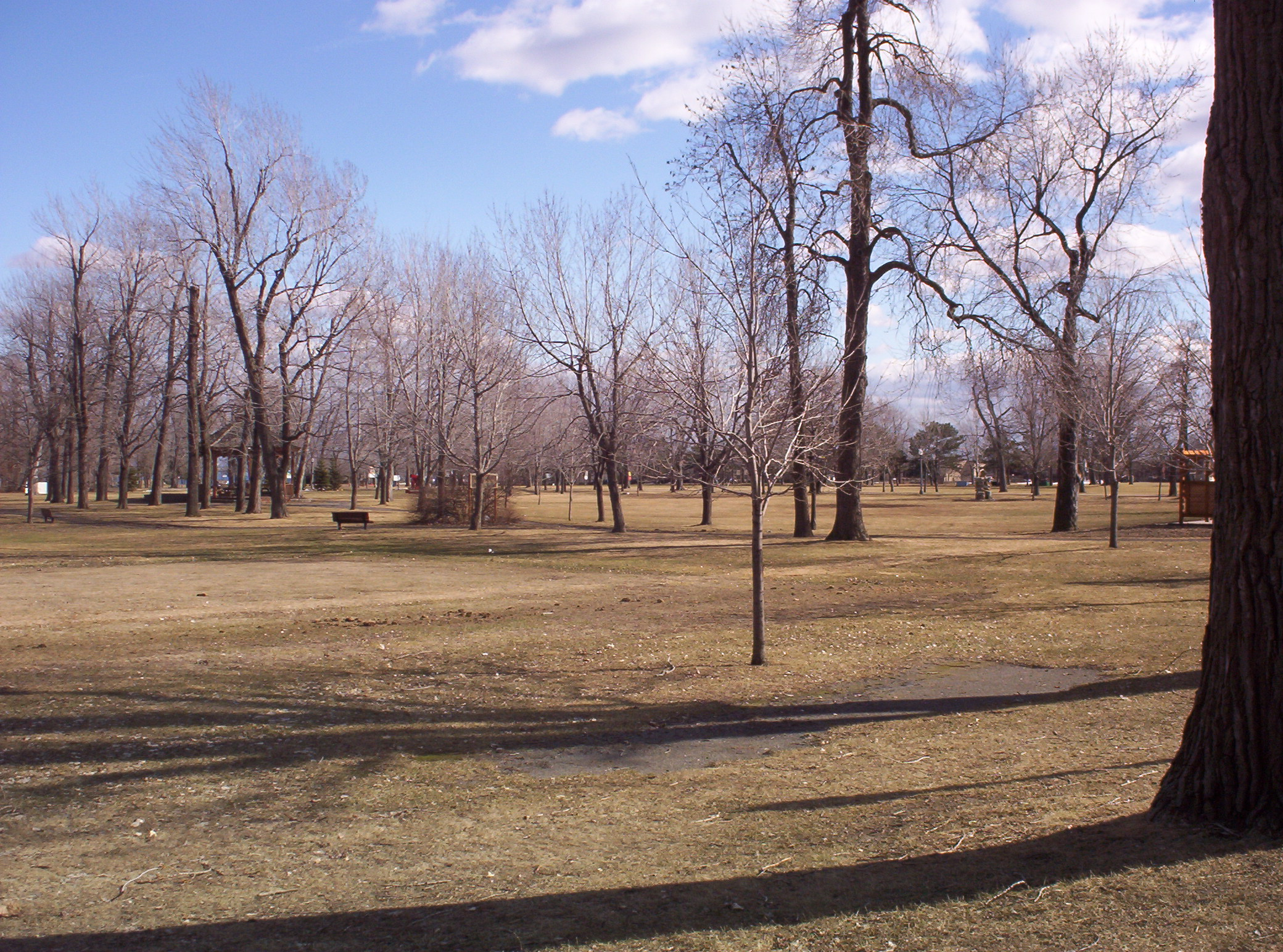
Jardins à l'avant de l'Institut.

L'Institut Douglas est un chef de file international en soins, recherche et enseignement en santé mentale.
- Il offre des services spécialisés et surspécialisés dans un contexte de continuum de soins avec ses partenaires de la première ligne ;
- Il mise sur la prévention et le rétablissement, et contribue à la déstigmatisation de la maladie mentale ;
- Il contribue à l'avancement des connaissances et des pratiques par la recherche et l'enseignement de pointe.

## Mandats
L'Institut Douglas a le triple mandat de soigner, de découvrir et d’enseigner dans un contexte de partage des connaissances. 

## Spécialités
Dépression, phobies, premier épisode de psychose, rythmes circadiens, schizophrénie, stress, suicide, troubles bipolaires, troubles de l'alimentation (boulimie et anorexie), trouble du déficit d'attention avec ou sans hyperactivité (TDAH), troubles généraux d'anxiété, troubles obsessifs compulsifs, troubles de la personnalité, troubles de stress post-traumatique (TSPT), vieillissement et maladie d'Alzheimer.